# Diogneto (architetto)
Diogneto (in greco antico: Διόγνητος?, Diògnetos; lat. Diognetus; Rodi, IV secolo a.C. – dopo il 304 a.C.) è stato un architetto greco antico.

## Biografia
Di origine rodia, Diogneto fu uno di quei tecnici greci a metà tra architetto e ingegnere. I Rodii, tra l'altro, gli corrispondevano un salario annuale per opere di pubblica utilità.
Nel 304 a.C., durante l'assedio di Rodi da parte di Demetrio Poliorcete, ordinò di formare un acquitrino intorno alle mura per evitare l'avvicinamento delle macchine belliche nemiche :
(trad. A. D'Andria)